# Кибик
Кибик (на немски: Kiebitz) или зяпач е разговорно название за лице, което продължително време стои в непосредствена близост до участниците в някаква дейност и наблюдава техните действия. Кибиците не са необходими за правилното осъществяване на извършваната дейност и не вземат активно участие в нея. Те обаче често правят коментари и дават на участниците непоискани съвети.
Извършването на гореописаната дейност се означава като кибичене или зяпане.